# Stazione di Linguaglossa
La stazione di Linguaglossa è una stazione ferroviaria sita al km 93+793 della ferrovia Circumetnea a servizio della cittadina omonima.

## Storia

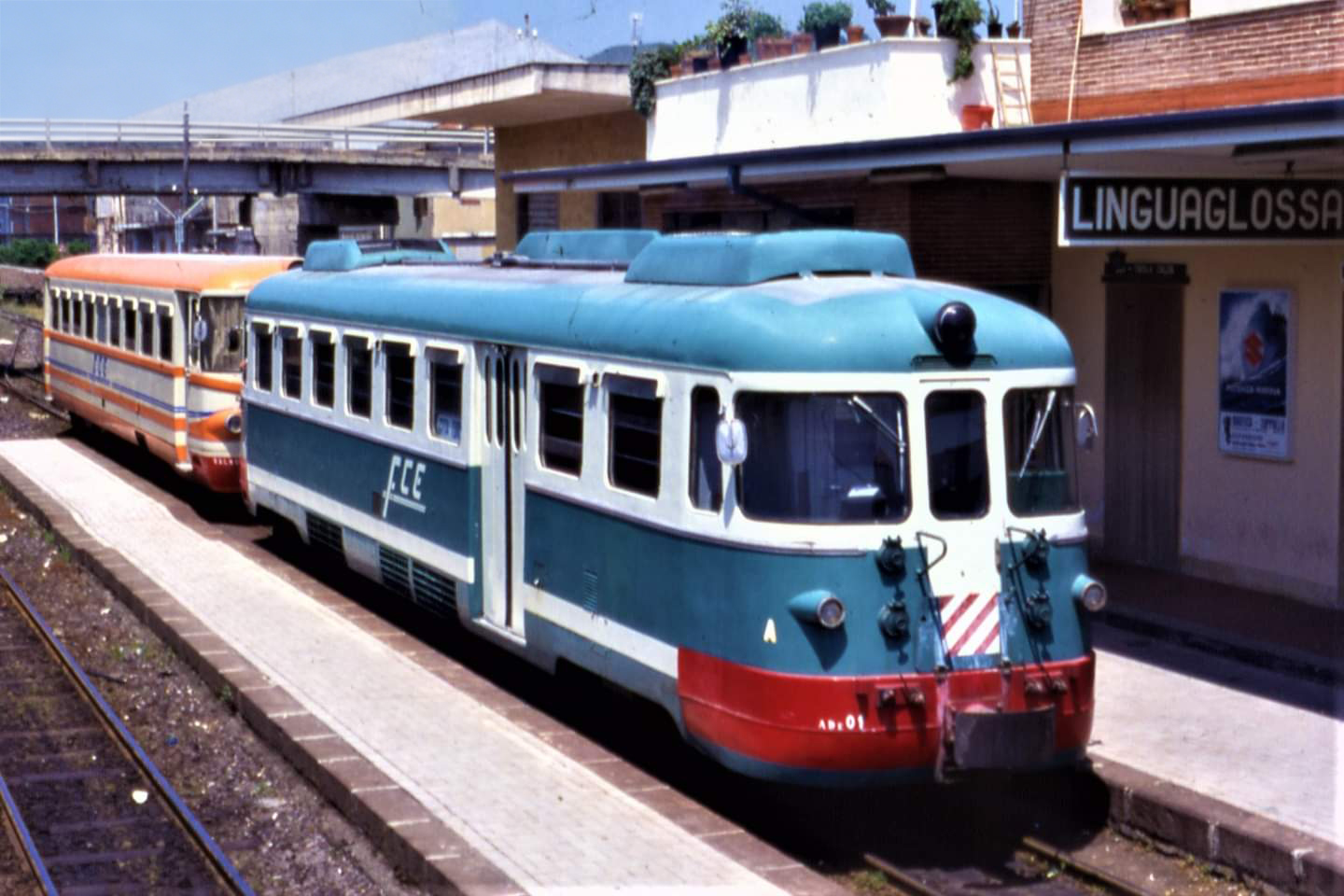
La stazione di Linguaglossa fotografata in uno scenario particolare: l'ADe 01, appartenente alla serie delle ADe 01-03, al traino di un'automotrice della serie delle RALn 64.

La stazione venne costruita alla quota di 554 m s.l.m. ed entrò in servizio il 1 luglio 1895 con l'apertura del tratto di ferrovia da Lave di Castiglione a Giarre. Il 30 settembre dello stesso anno fu collegata a Catania con l'apertura della tratta Bronte-Lave di Castiglione.
La stazione venne minacciata dall'eruzione dell'Etna del 1923 le cui lave si fermarono circa 800 m prima dopo aver distrutto la stazione precedente di Castiglione e un ampio tratto di ferrovia.

## Strutture e impianti

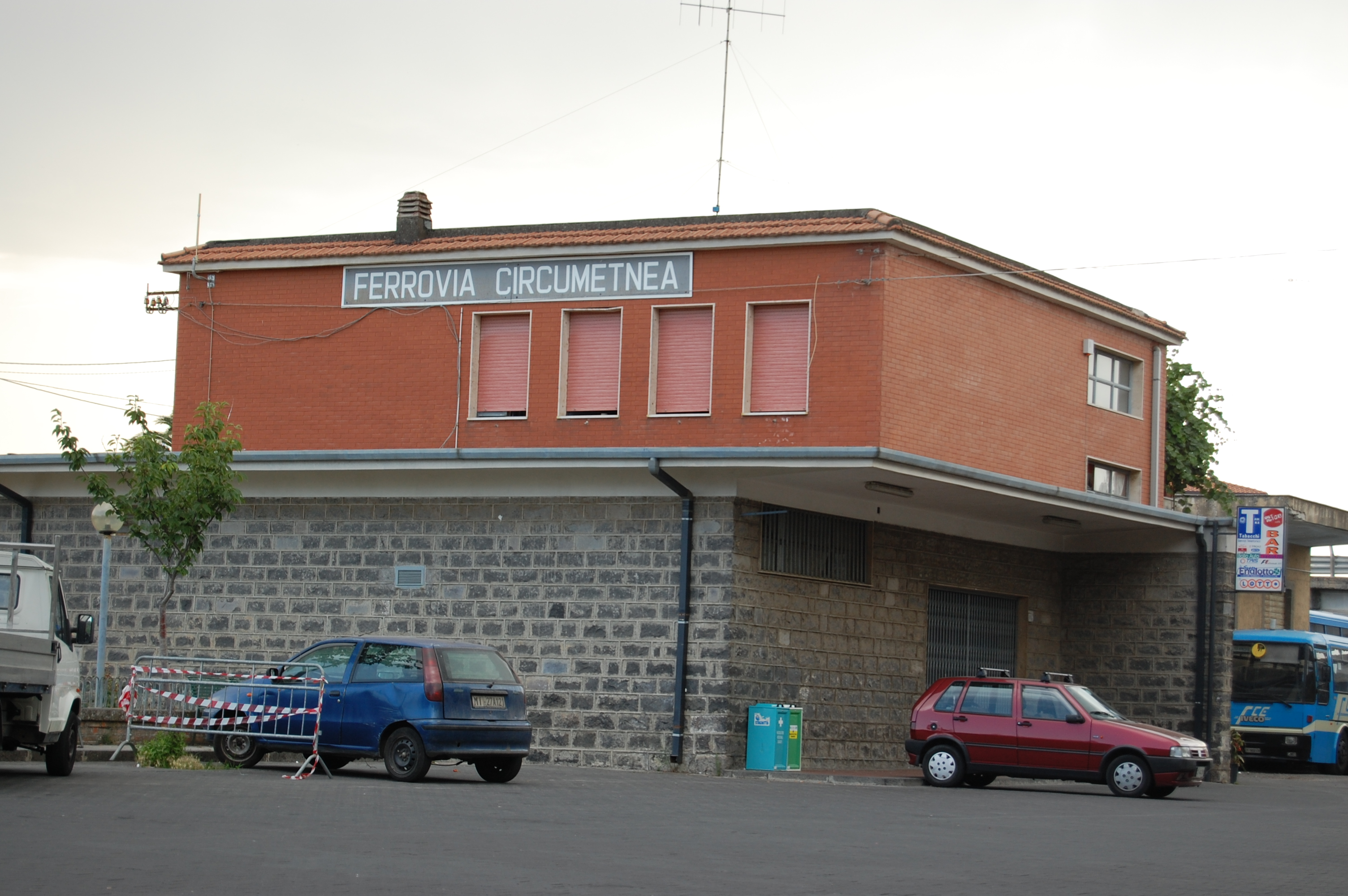
Prospetto esterno della stazione, lato stradale.

La stazione, una delle più grandi sulla linea, è costituita da un edificio di forma quadrangolare a due elevazioni e corpi laterali con pensilina in cemento armato che lo contorna, posto a nord-est del binario. Dispone di due binari con scambi elettrici e segnali distinti per binario.
Era presente anche uno scalo merci, attualmente soppresso ma comunque utilizzato come ricovero; è costituito da un binario parallelo collegato al primo binario e tronco alle due estremità che si dirama verso nord dal primo binario.

## Movimento
La stazione di Linguaglossa è collegata a Giarre e Riposto da 3 treni tutti aventi origine a Randazzo. In senso inverso partono 3 treni per Randazzo. Tutti i servizi sono effettuati nei soli giorni feriali.
L'orario ferroviario del 1975 prevedeva l'effettuazione di 10 coppie di treni distribuiti nell'arco della giornata e per tutti i giorni della settimana; di questi 2 coppie erano solo feriali. Tre treni erano provenienti da Catania mentre, in senso inverso erano 5 le corse giornaliere provenienti da Riposto che raggiungevano Catania.

## Servizi
La stazione è dotata di:
- Biglietteria a sportello;
- Sala d'attesa;
- Annuncio sonoro annunciante l'arrivo dei treni;
- Servizi igienici;
- Bar.

## Interscambi
- Fermata autobus FCE